# Lorenzo Baldisseri
Lorenzo Baldisseri (Barga, 29. rujna 1940.) talijanski je prelat Katoličke Crkve koji je služio kao generalni tajnik Biskupske sinode od 21. rujna 2013. do 15. rujna 2020. godine. Kardinalom je proglašen 2014. Prethodno je služio kao tajnik Kongregacije za biskupe nakon više od dvadeset godina u diplomatskoj službi Svete Stolice koja je uključivala i dužnosti apostolskog nuncija na Haitiju, Paragvaju, Indiji, Nepalu i Brazilu.
Papa Franjo imenovao ga je 22. veljače 2014. kardinalom-đakonom i dodijelio mu naslovnu crkvu Sant'Anselmo all'Aventino.
U prosincu 2013. imenovan je članom Kongregacije za biskupe, a to je imenovanje potvrđeno u svibnju 2014. nakon što je postao kardinal.
Baldisseri je pristupio redu kardinala-svećenika 1. srpnja 2024. godine.